# Qonce
Qonce è una città della Provincia del Capo Orientale in Sudafrica, sulle rive del fiume Buffalo.

## Storia
La città ha adottato l'attuale nome il 23 febbraio 2021; il toponimo riprende il termine coniato dai khoi per indicare il fiume Buffalo. In precedenza, la città era nota come "King William's Town", in omaggio al sovrano Guglielmo IV del Regno Unito.